# Мюллер, Жоэль
Жоэль Мюллер (фр. Joël Muller; род. 2 января 1952, Доншри) — французский футболист, играл на позиции защитника, тренер.
Бо́льшую часть карьеры как футболист и как тренер провёл в клубе «Мец». Будучи игроком выступал за команду в высшей французской лиге — Дивизионе 1. Помимо «Меца» в Дивизионе 1 играл за «Ниццу» и «Олимпик Лион». Заканчивал карьеру игрока в клубе Дивизиона 2 «Дюнкерк».
После окончания игровой карьеры был руководителем тренировочного центра клуба «Мец» в 1985—1989 годах. Затем в течение 11 лет, с 1989 по 2000 год был главным тренером «Меца». С 2001 по 2005 год — главный тренер «Ланса». В 2005 году вернулся в «Мец», был главным тренером и спортивным директором. С 2001 по 2016 год был президентом союза футбольных тренеров Франции.
Как тренер «Меца» выигрывал Кубок французской лиги в 1996 году, становился вице-чемпион Франции в сезоне-1997/98 и финалистом Кубка лиги в 1999 году. В сезоне 2001/02 стал вице-чемпионом Франции с «Лансом». В 2002 году — тренер года во Франции по версии Национального союза профессиональных футболистов.